# Carl Printzensköld (ämbetsman)
Carl Printzensköld, född 1 mars 1796 på kaptensbostället Sörbro i Bro socken, Värmland, död 10 december 1866 på Körunda i Ösmo socken, Södermanland, var en svensk jurist, ämbetsman och riksdagspolitiker. Han var bror till Adolf Printzensköld.
Printzensköld blev student vid Uppsala universitet 1810. Han blev efter studierna auskultant i Svea hovrätt 1817, extra ordinarie notarie 1818, kopist i kanslistyrelsens expedition 1820, kanslist i kammarrätten samma år, kopist i Kammarkollegium 1822, samt registrator och tillförordnad notarie där 1823. Printzensköld blev kanslist i kanslistyrelsens expedition 1825, notarie i kammarrätten 1827, protokollssekreterare i Kungl. Maj:ts kansli 1829, vice advokatfiskal i kammarrätten 1834 och advokatfiskal där 1835.
Carl Printzensköld var tillförordnad landshövding i Jämtlands län 1843–1844. Han satt i fullmäktige i riksgäldskontoret från 1844 och i riksbanken från 1857, samt var kammarrättsråd 1857–1864.
Som riksdagsman var han ledamot av lagutskottet vid riksdagen 1828–1830, ledamot av riddarhusutskottet vid riksdagen 1834–1835, ledamot av bevillningsutskottet vid riksdagarna 1840–1841 och 1844–1845 samt av expeditionsutskottet vid riksdagarna från och med 1847. Han var expeditionsutskottets ordförande under riksdagen 1859–1860.

## Utmärkelser
- Riddare av Nordstjärneorden, 28 april 1853